# Heterotropus fulvipes
Heterotropus fulvipes är en tvåvingeart som beskrevs av Seguy 1932. Heterotropus fulvipes ingår i släktet Heterotropus och familjen svävflugor.
Artens utbredningsområde är Algeriet. Inga underarter finns listade i Catalogue of Life.